# Horjul

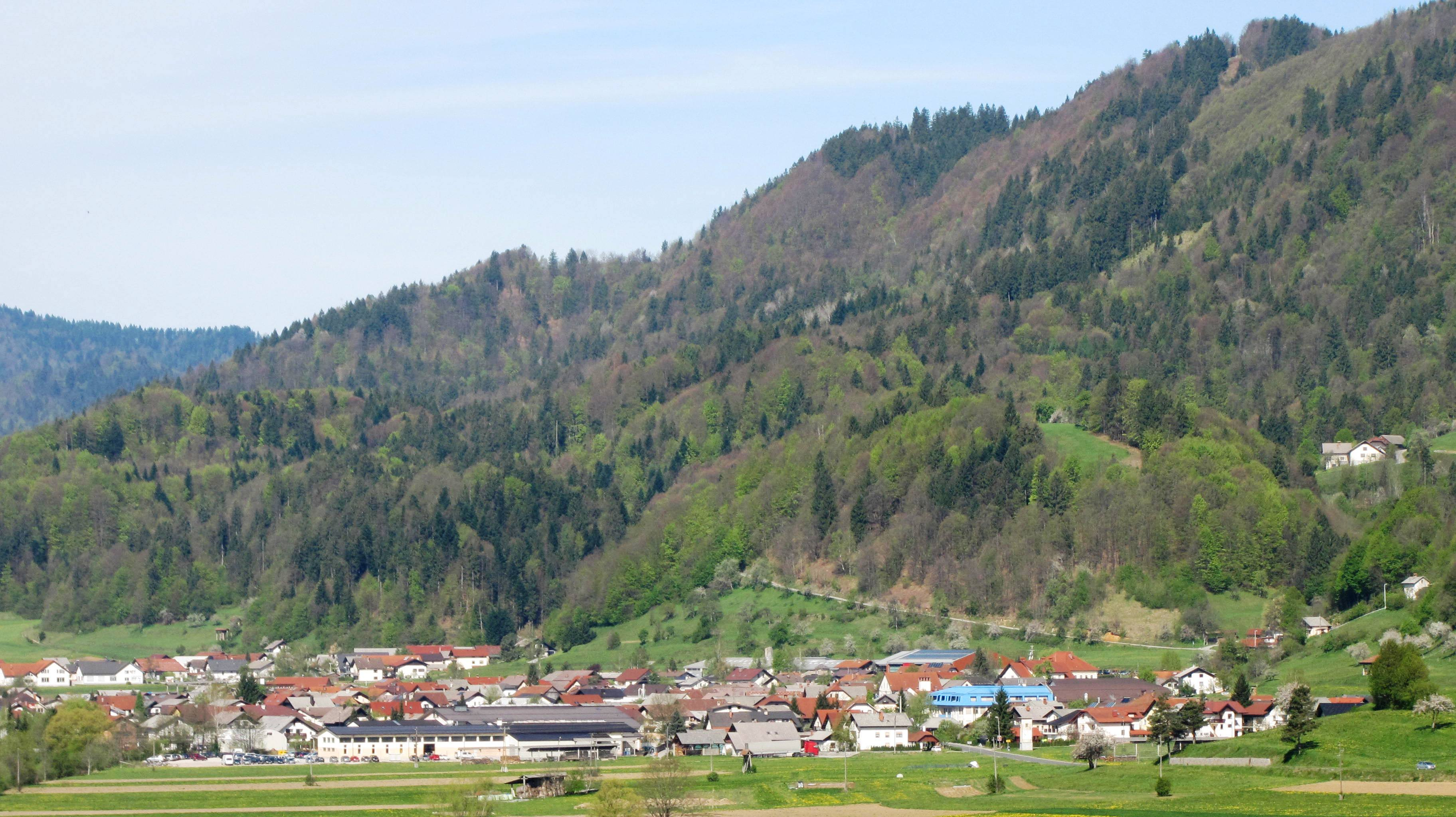
Staden Horjul.

Horjul är en liten stad i regionen Inre Krain i västra Slovenien. Staden är den administrativa huvudorten för kommunen Horjul. Den hade 1 169 invånare (2002).